# The Work (film)
 (mai 2021).
Pour les articles homonymes, voir Work.
Pour plus de détails, voir Fiche technique et Distribution.
The Work (littéralement « le travail ») est un film documentaire américain de 2017 qui suit le parcours de trois hommes lors d'une thérapie de groupe de quatre jours avec des détenus de la prison d'État de Folsom en Californie (États-Unis). C'est le premier film du réalisateur Jairus McLeary. Il a été co-réalisé par Gethin Aldous. Jairus Mcleary a également produit le film avec Alice Henty et ses frères Eon McLeary et Miles McLeary.

## Synopsis
Le film suit le parcours de trois des bénévoles venus de l'extérieur pour participer avec des détenus à une thérapie de groupe de quatre jours dans une salle de la célèbre prison d'État de Folsom, en Californie (États-Unis). Au cours de ces journées, le travail psychologique des détenus présents, revisitant leur passé, dépasse les attentes des hommes de l'extérieur, les sort de leur zone de confort, et leur apporte un autre regard sur eux-mêmes, les prisonniers, et ouvrent des horizons sur les possibilités de changement, de rédemption, et de réhabilitation.

## Fiche technique
- Réalisateur, producteur :  Jairus McLeary
- Co-réalisateur, producteur exécutif : Gethin Aldous
- Producteur exécutif : James McLeary
- Producteur : Alice Henty
- Producteur : Eon McLeary
- Producteur : Miles McLeary
- Producteur : Angela Sostre
- Directeur de la photographie : Arturo Santamaria
- Caméra : Mathew Rudenberg
- Montage : Amy Foote
- Son : Tom Curley

## Production
Le film a été tourné en 2009 et 2010, et plus de 300 heures de prises de vue ont été enregistrées. Gethin Aldous, un « ami d'un ami d'un ami » des McLearys, a été nommé co-réalisateur en 2014 ou 2015, après avoir lui-même participé à la thérapie de groupe à la demande des McLearys. Aldous a présenté les McLearys au monteur Amy Foote, au producteur Alice Henty et au monteur adjoint Mike Vass qui a complété l'équipe de post-production .

## Genèse
Le programme de thérapie est dirigé par la fondation Inside Circle, une organisation à but non lucratif dont James McLeary, psychologue et père des frères Mcleary, est le directeur général et organisateur du programme. Eon, Jaïrus et Miles ont participé en tant que bénévoles dans ce programme de développement personnel pendant plus de sept ans, à partir de 2001,, et ont finalement été autorisés par les détenus de Folsom à y filmer. Le travail de Inside Circle est inspiré et soutenu par l'association de développement personnel Mankind Project, qui a attribué à Gethin Aldous et Miles McLeary son prix Ron Hering en 2017 .

Le travail de thérapie a débuté à la prison de Folsom en 1996 après une émeute ayant fait un mort et plusieurs blessés. Une fois libéré, un détenu ayant été témoin de l'émeute, a recherché de l'aide à l'extérieur pour organiser un travail psychologique dans la prison. Sur son site, Inside Circle indique : 

« Plus qu'une organisation, Inside Circle est une communauté de guérison basée sur le respect de l'humanité de chaque personne. En utilisant le pouvoir de la connexion humaine trouvée dans les cercles de guérison entre pairs, nous transformons des vies, en ayant un impact positif sur chaque système que nous touchons, réduisant la violence à l'intérieur et à l'extérieur des prisons pour adultes et juvéniles, abaissant les taux de récidive, et en renforçant la littératie socio-émotionnelle. »

En 2017, un article de The Sun donnait à ce programme de réhabilitation un taux de réussite de 100%.
La prison de Folsom a été rendue célèbre par le chanteur Johnny Cash avec sa chanson Folsom Prison Blues et son album de 1968, At Folsom Prison, le premier album enregistré en public dans une prison.

## Sortie
Le film a été présenté au festival South by Southwest le 11 mars 2017 et a remporté le Grand Prix du Jury pour le Meilleur Documentaire. Le film a été salué par le journaliste Eugene Hernandez (en), la critique de cinéma Ann Hornaday (en) et le journaliste Eric Hynes. Les droits de distribution nord-américains du film ont été acquis par la société The Orchard et le studio Topic de First Look Media, le 7 avril 2017, The Orchard gérant la distribution du film.
Le film a ouvert dans les cinémas de New York le 20 octobre 2017 et à Los Angeles le 27 octobre. Il a été distribué dans plusieurs autres états Américains à partir du 29 octobre en commençant par Washington, avec des sorties dans 13 États s'étendant du 31 octobre au 23 février 2018,.
Le film a été diffusé à la télévision en Belgique par la chaine RTBF en 2020.

### Entrées et Résultats Financiers
Le Travail a rapporté 3,286 $ à Los Angeles lors de son week-end d'ouverture du 27 au 29 octobre. Il a rapporté 2,567 $ sur le reste de sa sortie à Los Angeles, La distribution en salles s'est clôturée le 2 novembre, avec un chiffre d'affaires de 5.853 dollars aux États-Unis.

## Accueil
Le site Rotten Tomatoes a rapporté un taux d'approbation de 100 % basé sur 56 avis, avec un score moyen de 8,26 / 10. Le consensus critique du site indique : « The Work jette un regard déchirant sur des vies trop souvent considérées comme des causes perdues, arguant de manière convaincante que le développement et le changement peuvent survenir là où nous nous y attendons le moins. »
Le site Metacritic, qui utilise une moyenne pondérée, a attribué un score de 84 sur 100 sur la base de treize critiques, indiquant « acclamation universelle ». Sean L. Malin de The Austin Chronicle a fait l'éloge du montage d'Amy Foote et de la « fusion impeccable du rythme dramatique, de la tension visuelle et de la pertinence sociopolitique ». Sheri Linden du Hollywood Reporter l'a qualifié de « reportage remarquable », louant le rythme, l'absence d'interviews, le « travail de caméra dynamique du directeur de la photographie Arturo Santamaria » et le « montage astucieux » de Foote. Peter Debrudge de Variety a déclaré que « la connexion empathique du film est si directe et si forte que le public peut être amené à pleurer », et a félicité le travail de la caméra pour « nous offrir une place dans le cercle, ou bien directement sur les épaules des personnes impliquées. » Adrien Corbeel sur le site de la RTBF indique « difficile de ne pas être ému devant un tel spectacle » et qualifie le documentaire de « profondément cathartique ».

## Liens Externes
- Site officiel
- Ressources relatives à l'audiovisuel :   - IMDb
  - LUMIERE
  - Rotten Tomatoes
  - The Movie Database
- Inside Circle